# アレクサンドラ・キッチン

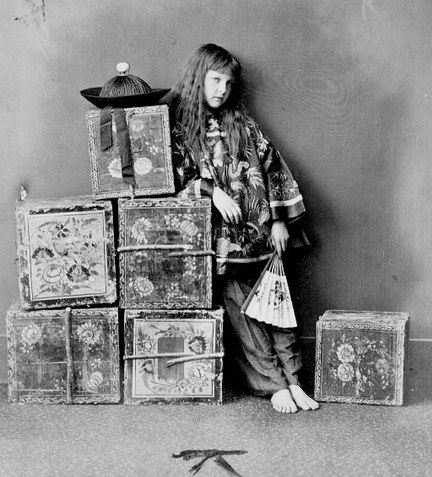
「中国娘」に扮するクシー。ルイス・キャロル撮影（1873年）。

アレクサンドラ・キッチン（Alexandra 'Xie' Rhoda Kitchin、1864年9月29日 – 1925年4月6日）は、不思議の国のアリスの作者で知られるルイス・キャロル（以下ルイス）が写真の被写体として最も気に入っていた少女の一人。愛称はクシー（以下クシー）。

## 人物
クシーは、ルイスのクライスト・チャーチでの同僚であり、後にダラム大学の総長を務めたジョージ・ウィリアム・キッチンの娘である。
クシーの教母はアレクサンドラ・オブ・デンマークで、彼女はクシーの母の幼少時代からの友人であった。
クシーには弟が3人（George Herbert、Hugh Bridges、Brook Taylor）、妹が1人(Dorothy Maud Mary)おり、全員がルイスによって写真を撮影されている。
ルイスは口癖で“If you want to make a great photograph, you just have to put Xie in front of the camera.”(いい写真を撮りたければ、クシーをカメラの前に置きさえすればいい)と言っていたほど彼女を気に入っていた。
ルイスはクシーが4歳から16歳の誕生日までにおよそ50回ほど写真を撮影した（16歳の誕生日を最後にルイスは彼女を撮影するのを止める）。
1890年4月17日、クシーは公務員であり音楽の才能にも恵まれたアーサー・カードゥ(Arthur Cardew)と結婚し、6人の子供に恵まれる（第4子のミカエルは、陶芸家として活躍した人物）。
その後、家族はクシーが亡くなるまでロンドンにあるウィンブルドンで暮らす。また、彼らはサントンに別荘を持っていた。
死後、クシーはパトニーヴェール共同墓地に葬られた。
クシーはアリス・リデルや他のルイスが撮影した子供たちとは異なり、後に彼に関する回顧録などは出版していない。